# Hội những người đam mê nhiếp ảnh Sandomierz

Ewa Sierokosz

Hội những người đam mê nhiếp ảnh Sandomierz (tiếng Ba Lan: Sandomierskie Towarzystwo Pasjonatów Fotografii, viết tắt là STPF) thành lập vào năm 2010 tại Sandomierz, theo sáng kiến của Franciszek Makowski.

## Hoạt động
Hội những người đam mê nhiếp ảnh Sandomierz tổ chức các hoạt động ngoài trời, triển lãm và nhiều cuộc thi nhiếp ảnh. Mục tiêu chính trong hoạt động của Hội là giữ lại những khoảnh khắc của thị trấn Sandomierz . Xưởng chụp ảnh của nghệ sĩ nhiếp ảnh Ewa Sierokosz là nơi gặp gỡ của các thành viên của Hội.
Hội những người đam mê nhiếp ảnh Sandomierz có hai phòng trưng bày ở Starówce, nơi các thành viên giới thiệu ảnh của họ. Ngày 10 tháng 3 năm 2010, Phòng trưng bày ảnh "Piętnastka" hoạt động tại cổng vào Phòng nhiếp ảnh của Ewa Sierokosz. Đây là phòng trưng bày tác phẩm của các thành viên thuộc Hội những người đam mê nhiếp ảnh Sandomierz.

## Thành viên Hội đồng
- Ewa Sierokosz – chủ tịch;
- Zdzisław Puchała – thành viên hội đồng quản trị;
- Andrzej Kozicki – thành viên hội đồng quản trị;

## Các thành viên
Witold Targowski, Janusz Korman, Marian Nietrzeba, Tomasz Sierokosz, Franciszek Makowski, Tomasz Latański, Janusz Sierokosz, Marcin Sierokosz, Piotr Butryn, Łukasz Hoffman, Bartłomiej Orłowski, Rachid Hemine, Andrzej Skoczkowski, Urszula Chabel, Albert Kopeć, Anna Osemlak, Paweł Malecki.

## Triển lãm nổi bật
- "Sandomierz – cảnh quan nguyên bản" (Sandomierz – pejzaż niebanalny) (Bảo tàng khu vực tại Piaseczno 2016);[5]
- "Sandomierz đứng trên bờ cao của phá Vistula" (Na wysokim brzegu Wisły stoi Sandomierz)(2013);
- "Nghĩa địa Sandomierz" (Sandomierska nekropolia). Nghĩa trang Nhà thờ trong bức ảnh của Ewa Sierokosz (2012);
- "Đường phố, ngõ hẻm và những nơi huyền diệu tại Sandomierz" (Sandomierskie uliczki, zaułki i miejsca magiczne) (2012);[6]
- "Đối đầu" (Konfrontacje) – triển lãm ảnh của Ewelina Ura và Patryk Goszczyński (Sandomierz 2012) [7];
- "Na jesieni świat się mieni "(Sandomierz 2011);
- "Nie – Wierna Rzeka" (Sandomierz 2011);
- "Traktat mankinów" (Sandomierz 2011) [8];